# Nina Cassian
Nina Cassian (Galați, 1924. november 27. – New York, 2014. április 14.) román költő, fordító, újságíró, zongoraművész, zeneszerző és filmkritikus.

## Élete
Zsidó család sarja volt, apja Iosif Cassian-Mătăsaru fordító volt. A család Brassóban élt 1926 és 1935 között, ezután Bukarestbe költöztek, ahol Cassian felsőfokú iskoláit végezte. Rajzot tanul George Loewendaltól és Max Hermann Maxy-tól, színileckéket vett Beate Fridanovtól és Alexandru Fintitól. Zongora- és zeneszerzés tanárai Theodor Fuchs, Paul Jelescu, Mihail Jora és Constantin Silvestri voltak. 1944-ben a Bukaresti Egyetemen irodalomtörténetet kezdett hallgatni, de egy év után megszakította tanulmányait.
Első költeménye, az Am fost un poet decadent a România liberă című napilapban jelent meg. Első önálló verseskötetét La scara 1/1 címmel 1947-ben jelentette meg. A kötetet a Scînteia egy cikke 1948-ban "dekadens költészetnek" bélyegezte. A heves kritikától megijedve a következő nyolc évben a proletárkultúra és a szocialista realizmus szellemében alkotott.
Karrierje elején Cassian és első férje, Vladimir Colin az Orizont című lap munkatársa volt. Közeli kapcsolatban állt Ion Barbuval.
1985-ben mint vendégprofesszor az Amerikai Egyesült Államokba utazott. Amerikai tartózkodása alatt egy közeli barátját, Gheorghe Ursut rendszerellenes naplói miatt letartóztatta s a börtönben agyonverte a Securitate. A napló tartalmazta Cassian néhány, a kommunista rezsimet és annak vezetőit kigúnyoló versét, emiatt úgy döntött, hogy Amerikában marad. A menedékjog megkapása után New Yorkban élt, s egy idő után az amerikai állampolgárságot is megkapta. Itt a The New Yorker, a The Atlantic Monthly és néhány más lap publicistája volt.
Cassian első férje Vladimir Colin volt, 1943 és 1948 közt. Őt Al. I. Ştefănescu követte. Amerikában Maurice Edwards felesége lett. Ugyan zsidó családba született, de második férje román ortodox volt, s házassága alatt sokkal közelebb került ehhez a valláshoz, mint a judaizmushoz. Szívinfarktusban hunyt el. Írói álneve Renée Annie Cassian-Mătăsaru volt.

## Munkái
- La scara 1/1, Bukarest, 1947
- Sufletul nostru, Bukarest, 1949
- An viu nouă sute şaptesprezece, Bukarest, 1949
- Nică fără frică, Bukarest, 1950
- Ce-a văzut Oana, Bukarest, 1952
- Horea nu mai este singur, Bukarest, 1952
- Tinereţe, Bukarest, 1953
- Florile patriei, Bukarest, 1954
- Versuri alese, Bukarest, 1955
- Vârstele anului, Bukarest, 1957
- Dialogul vântului cu marea, Bukarest, 1957
- Botgros, căţel fricos, Bukarest, 1957
- Prinţul Miorlau, Bukarest, 1957
- Chipuri hazlii pentru copii, Bukarest, 1958
- Aventurile lui Trompişor, Bukarest, 1959
- Încurcă-lume, Bukarest, 1961
- Sărbătorile zilnice, Bukarest, 1961
- Spectacol în aer liber. O monografie a dragostei, Bukarest, 1961
- Curcubeu, Bucharest, 1962
- Poezii, Bukarest, 1962
- Să ne facem daruri, Bukarest, 1963
- Disciplina harfei, Bukarest, 1965
- Îl cunoaşteţi pe Tică?, Bukarest, 1966
- Sângele, Bukarest, 1966
- Destinele paralele. La scara 1/1,1967
- Uite-l este... Uite-l nu e, Bukarest, 1967
- Ambitus, Bukarest, 1969
- Întâmplări cu haz, Bukarest, 1969
- Povestea a doi pui de tigru numiţi Ninigra şi Aligru, Bukarest, 1969
- Cronofagie. 1944-1969, Bukarest, 1970
- Recviem, Bukarest, 1971
- Marea conjugare, Bukarest, 1971
- Atât de grozavă şi adio. Confidenţe fictive, Bukarest, 1971
- Loto-Poeme, Bukarest, 1971
- Spectacol în aer liber. O (altă) monografie a dragostei, Bukarest, 1974
- Între noi, copii, Bukarest, 1974
- O sută de poeme, Bukarest, 1975
- Viraje-Virages, Bukarest, 1978
- De îndurare, Bukarest, 1981
- Blue Apple, New York, 1981
- Numărătoarea inversă, Bukarest, 1983
- Jocuri de vacanţă, Bukarest, 1983
- Roşcată ca arama şi cei şapte şoricei, Bukarest, 1985
- Lady of Miracles, fordította: Laura Schiff, Berkeley, 1988
- Call Yourself Alive, fordította: Brenda Walker és Andreea Deletant, London, 1988
- Life Sentence, New York-London, 1990
- Cheerleader for a Funeral, fordította a szerző és Brenda Walker, London–Boston, 1992
- Desfacerea lumii, Bukarest, 1997
- Take My Word for It, New York, 1997
- Something Old, Something New: Poems and Drawings, Tuscaloosa, 2002
- Memoria ca zestre. Cartea I (1948–1953, 1975–1979, 1987–2003), Bukarest, 2003

## Megjelenései angol nyelvű antológiákban
- Born in Utopia – An anthology of Modern and Contemporary Romanian Poetry – Carmen Firan and Paul Doru Mugur (editors) with Edward Foster – Talisman House Publishers – 2006 – ISBN 1-58498-050-8
- Testament – Anthology of Modern Romanian Verse / Testament – Antologie de Poezie Română Modernă – Bilingual edition English & Romanian – Daniel Ionita (editor and translator) with Eva Foster, Daniel Reynaud and Rochelle Bews – Minerva Publishing – 2015 (second edition) – ISBN 978-973-21-1006-5
- Testament – Anthology of Romanian Verse – American Edition – monolingual English language edition – Daniel Ionita (editor and principal translator) with Eva Foster, Daniel Reynaud and Rochelle Bews – Australian-Romanian Academy for Culture – 2017 – ISBN 978-0-9953502-0-5

## Magyarul megjelent művei
- Deli Nika; ford. Szemlér Ferenc; Ifjúsági, Bukarest, 1954 (verses mese)
- Tarka album; ford. Veress Zoltán, Jancsik Pál; Ifjúság, Bukarest, 1963 (gyermekversek)
- Két kis tigris meséje, nevük Tigruska és Tigriske; Creangă, Bukarest, 1973 (verses mese)
- Az alulról jövő bírálat; ford. Klumák István, átdolg. Végh György; in: A szarvaskirály; Művelt Nép, Bp., 1956 (vers)
- Nina Cassian legszebb versei; ford., bev. Deák Tamás; Ifjúsági, Bukarest, 1966
- Kozmikus óráink (vers, Galaktika 12., 1975)
- Diocletianus vára mellett (vers, Verses világjárás című antológia, Kozmosz, 1971)

## Külső hivatkozások
- Az Evenimentul cikke
- Didactic.ro oldala
- Nina Cassian-interjú (román nyelven)
- 1981-es interjú (román nyelven)

## Fordítás
- Ez a szócikk részben vagy egészben  a   Nina Cassian című angol Wikipédia-szócikk ezen változatának fordításán alapul.  Az eredeti cikk szerkesztőit annak laptörténete sorolja fel. Ez a jelzés csupán a megfogalmazás eredetét és a szerzői jogokat jelzi, nem szolgál a cikkben szereplő információk forrásmegjelöléseként.